# Mjut
Mjut (zapis stylizowany: MJUT) – polski zespół grający alternatywny pop. 

## Historia
Grupa została założona w 2004 w Działdowie. Od 2006 działa w Trójmieście. Zadebiutowała w 2007 piosenką „Do końca wszystkiego”, którą Piotr Kaczkowski umieścił na składance Minimax pl 4. W tym samym roku zespół wygrał festiwal Młode Wilki – Rebelia, odbywający się w warszawskim klubie Stodoła, co zaowocowało kontaktem w wytwórnią Mystic Production. 28 lutego 2011 ukazała się debiutancka płyta zespołu „Akcja ratowania ślimaków”, którą promował w ramach trasy koncertowej. W 2011 ukazała się kompilacja – tribute album zespołu Happysad „Zadyszka”, na którym znalazł się utwór „Łydka” w interpretacji MJUT.
Drugi album MJUT zatytułowany „9” miał premierę 25 września 2015. Promowały go single: „Tyle, ile chcę”, „Wszyscy ludzie i ja” oraz „Puść go”, do którego powstał klip autorstwa Michała Brauma. Płytę wyprodukowali Krystian Wołowski i Adam Hryniewicki z grupy Dick4Dick. 
12 stycznia 2018 ukazał się singiel „Nie chcę prawdy”, zapowiadający trzecią płytę zespołu „Kurz i krew” (2019). Kolejne single z tej płyty to „Nie zapomnij”, „Piotruś Pan” i „Wszystkich świętych”.

## Skład
- Patryk Kienast – śpiew, gitara, syntezator
- Marcin Świątek – gitara, syntezator
- Krzysztof Lewandowski – bas
- Tomasz Hoffman – perkusja

Źródło.

## Dyskografia
Albumy studyjne
- Akcja ratowania ślimaków, Mystic Production, 2011[12]
- 9, Agencja Artystyczna MUZA, 2015[13]
- Kurz i krew, Agencja Artystyczna MTJ, 2019[14]